# GNUzilla
GNUzilla (magazin) je prvi elektronski časopis na srpskom jeziku posvećen slobodnim operativnim sistemima (GNU,  i *BSD) i slobodnom softveru uopšte. Prvi broj GNUzille izašao je 31. decembra 2004 godine kao prvi i jedini elektronski časopis takve tematike na prostorima bivše Jugoslavije. GNUzilla je prvi veliki projekat NVO Mreža za slobodan softver (FSN).

## Istorija
Ideja o pokretanju ovakvog projekta postojala je duže vreme, a sama GNUzilla posledica je jednogodišnjeg planiranja i dogovora za pokretanje Linuks magazina na srpskom jeziku među ekipom Linuxo.org foruma. Krajem 2004. godine ekipa okupljena na sajtu Mreže za slobodni softver Srbije došla je na ideju da uradi nešto o čemu se dugo razgovaralo i nakon kraćih dogovora i usaglašavanja ideja, ekipa je prionula na posao kako bi planovi postali realnost. Dobra koordinacija i dobra volja članova ekipe doprinela je da krajem decembra 2004. godine GNUzilla doživi svoje prvo izdanje.
Kako budžet GNUzille ne postoji, dogovoreno je da se časopis objavljuje u elektronskom obliku koji će svim čitaocima omogućiti da sadržaj isto vide i dožive. Zato je kao format za distribuciju izabran . Pokazalo se da je ovakav potez bio ispravan, pa je GNUzilla zahvaljujući entuzijazmu ljudi koji rade na njoj postala jedno od glavnih obeležja slobodne softverske scene kod nas.
Nakon tri godine od početka izlaženja, krajem 2007. godine zbog angažovanosti ekipe na drugim projektima i drastičnog osipanja saradnika, za GNUzillu je nastupio krizni period.
GNUzilla je izlazila jednom mesečno od januara 2004. do oktobra 2007. kada je došlo do pravljenja većih pauza. Objavljena su još dva broja u toku 2008. godine. Poslednji broj 38 objavljen je u januaru 2009. godine.

## Ekipa
Radi što boljeg funkcionisanja, ekipa zadužena za izradu GNUzille bila je podeljena u dve grupe, srazmerno svojim nadležnostima (zaduženja zaključno sa brojem 38).
- Ivan Jelić, glavni i odgovorni urednik
- Ivan Čukić, tehnički i izvršni urednik
- Maja Tomić, lektor
- Redakcija:
  - Marko Herman
  - Slađan Milošević
  - Marko Milenović
  - Petar Živanić
  - Aleksandar Urošević
- Saradnici
  - Srđan Anđelković
  - Goran Aranđelović
  - Saša Buklijaš
  - Miloš Ćapin
  - Adam Doxtater
  - Vladimir Đokić
  - Marko Đorđević
  - Goran Ivanović
  - Nikola Jelić
  - Žarko Jevtić
  - Rade Jovičić
  - Nikola Kotur
  - Slobodan Kovačević
  - Miloš Mandarić
  - Jasna Maričić
  - Mladen Marić
  - Slađan Milošević
  - Mladen Mirilović
  - Zlatko Nikolić
  - Ninoslav Pešić
  - Dejan Popadić
  - Miloš Popović
  - Miloš Rančić
  - Kemal Šanjta
  - Danilo Šegan
  - Borislav Tadić
  - Nenad Trajković
  - Miodrag Živković

## Statistika
Prema proračunima iz 2007. godine, GNUzilla je ukupno preuzeta oko 145000 puta, što u proseku iznosi oko 5800 po jednom broju (računato na 25 brojeva budući da je u trenutku proračuna broj preuzimanja 26. broja bio zanemarljiv). Pojedinačni rekord drži GNUzilla 01 sa blizu 12000 preuzimanja. 
Izneti proračuni nisu potpuno tačni, ali se mogu uzeti kao relevantni. Podaci se odnose na zvanične servere za preuzimanje, bez informacija o dodatnoj redistribuciji, koja je potpuno legalno moguća.

## Spoljašnje veze
- Svi objavljeni brojevi GNUzilla magazina
- Domaći Linuks magazin